# کیساروا
۶°۴۰′۴۸″جنوبی ۱۰۶°۵۵′۵۵″شرقی / ۶٫۶۸۰°جنوبی ۱۰۶٫۹۳۲°شرقی
کیساروا (اندونزیایی: Cisarua) شهری در استان جاوه غربی کشور اندونزی است. جمعیت این شهر بر اساس سرشماری سال ۱۹۹۰ میلادی، ۵۳٫۴۱۷ نفر و بر اساس سرشماری سال ۲۰۰۰ میلادی، ۸۴٫۳۱۵ بوده که در سال ۲۰۰۷ میلادی به ۱۱۲٫۹۸۵ نفر افزایش یافته‌است.